# أنشودة جيمي بلاكسميث (رواية)
أنشودة جيمي بلاكسميث (بالإنجليزية: The Chant of Jimmie Blacksmith)‏ هي رواية للكاتب الأسترالي توماس كينيلي، نشرت عام 1972، لأول مرة عن دار نشر أنغوس آند روبرتسون في أستراليا. القصة عبارة عن إعادة رواية خيالية لحياة السكان الأصليين.
ترشحت لجائزة بوكر، وطرحت كفيلم أسترالي عام 1978 حمل نفس الاسم من إخراج فريد شبيسي. تستند الرواية إلى حياة بوشرانجر جيمي كافرنر، وهي موضوع كتاب سابق لفرانك كلون.